# Robert Smirke (peintre)
Pour les articles homonymes, voir Robert Smirke.
Robert Smirke, né le 15 avril 1753, à Wigton, près de Carlisle et mort le 5 janvier 1845  à Londres, est un peintre anglais, spécialisé dans les petits tableaux représentant des sujets tirés de la littérature. Il était membre de la Royal Academy.

## Galerie

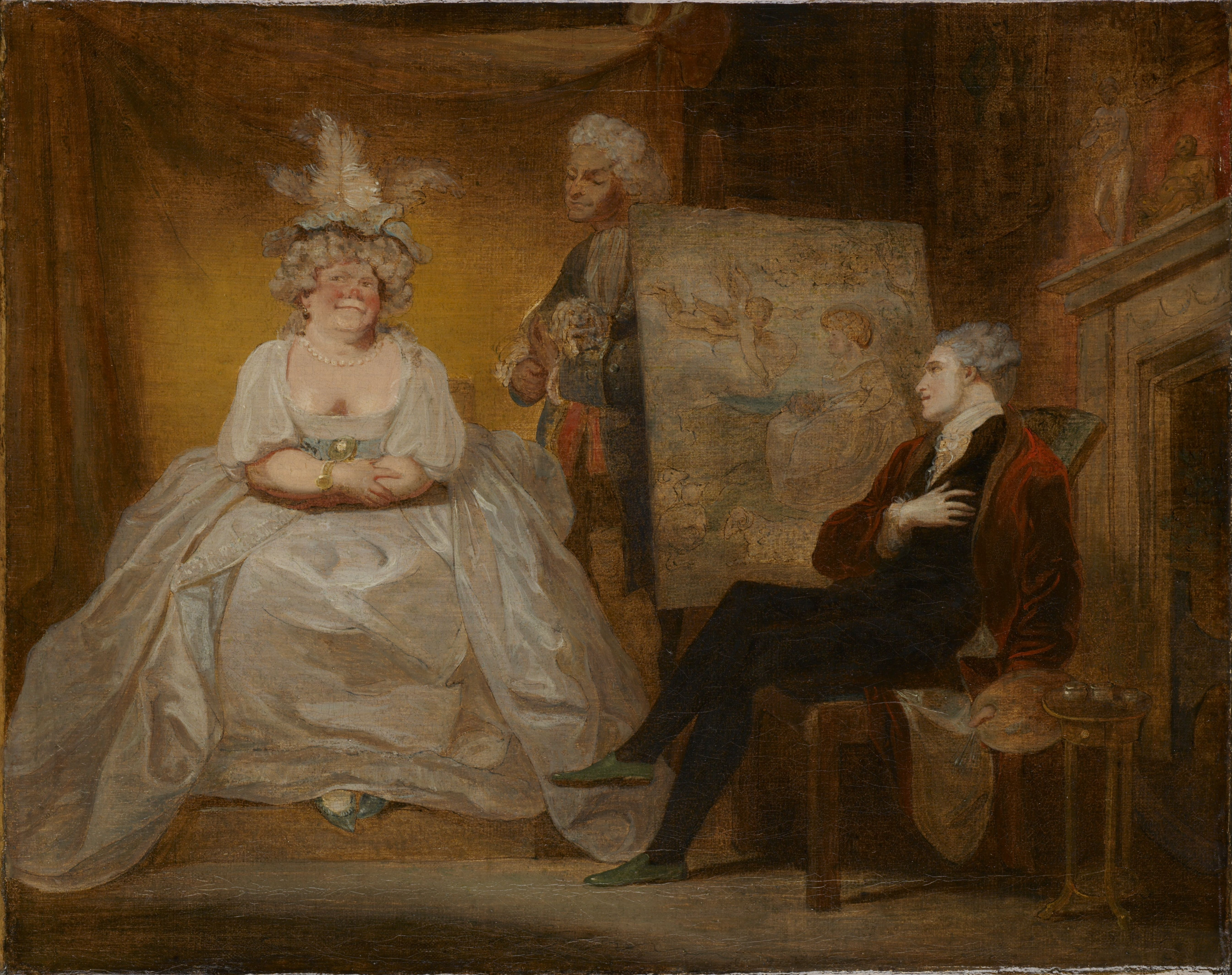
Scène de la pièce « Taste » de Samuel Foote, seconde moitié du XVIIIe siècle
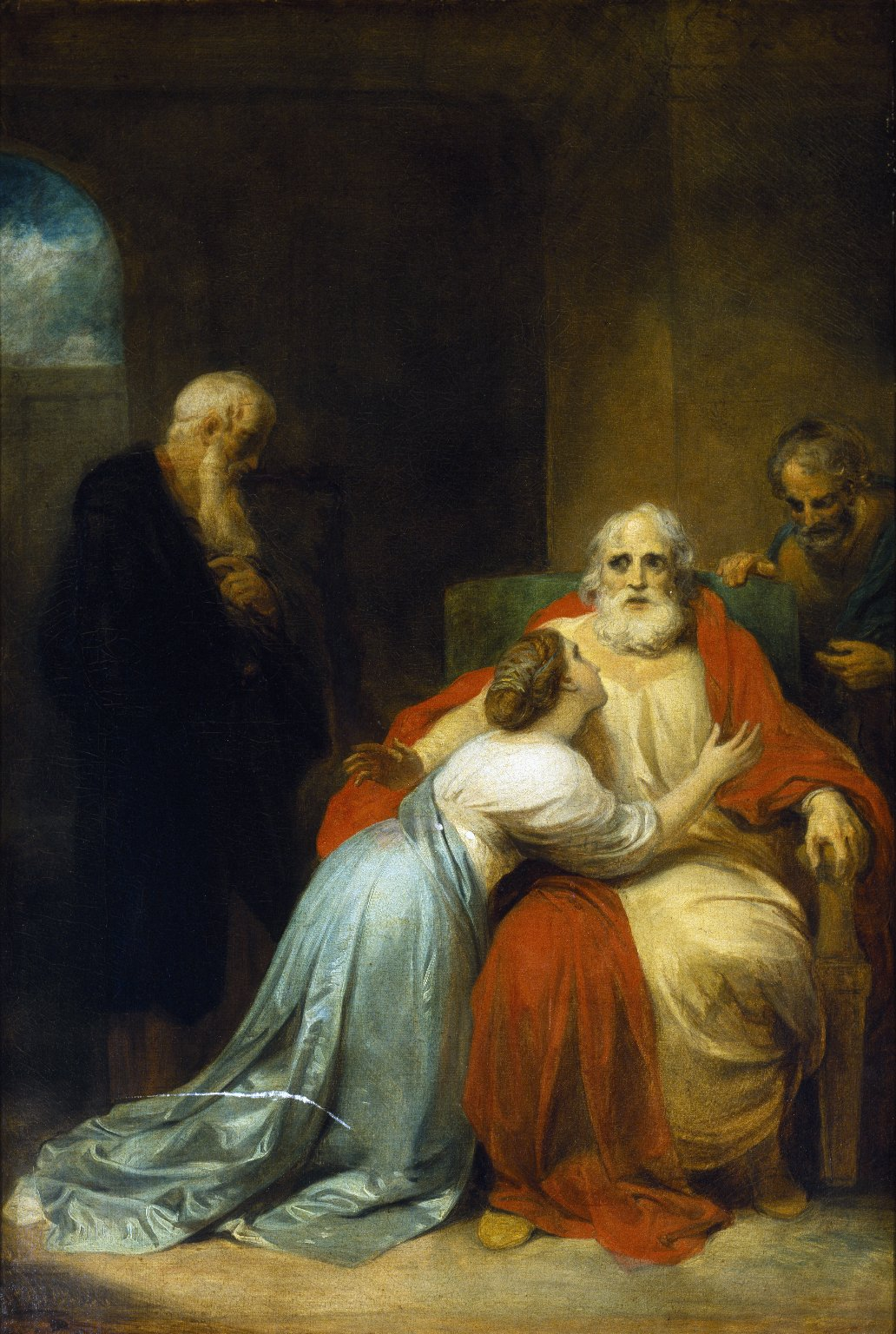
Le Réveil du Roi Lear, vers 1792
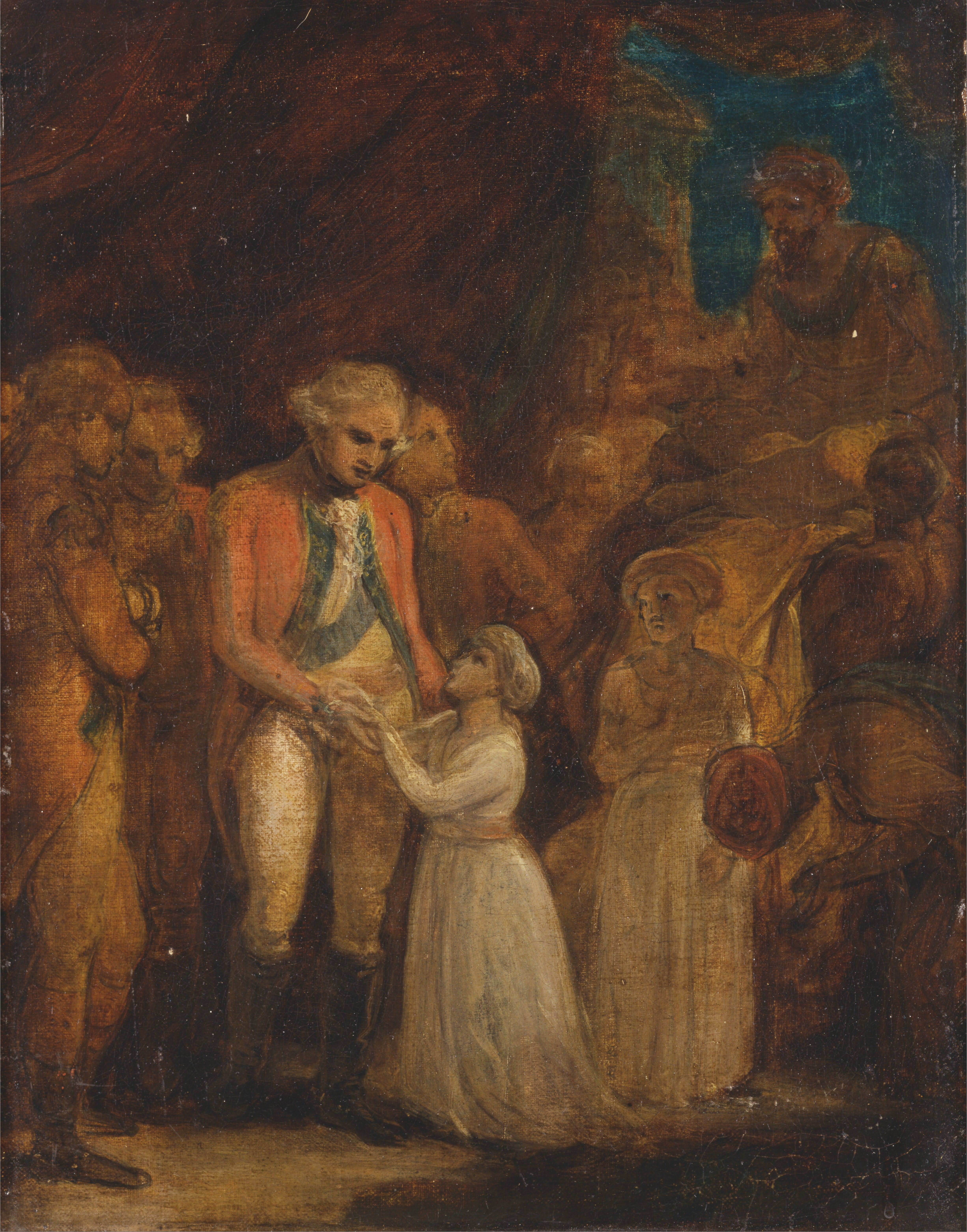
Les deux fils de Tipu Sahib, Sultan de Mysore, remis en otage au général Cornwallis, vers 1792
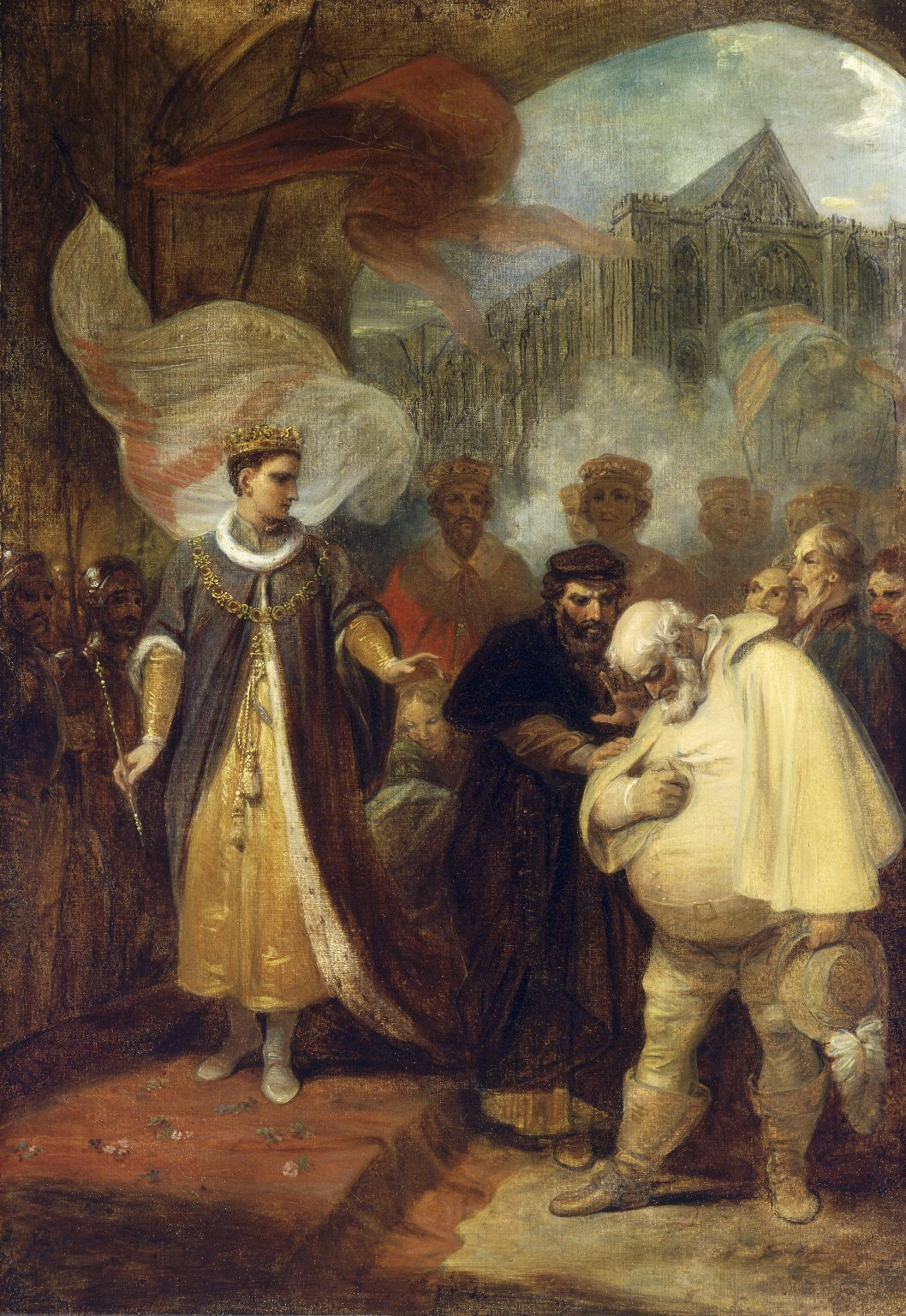
Falstaff réprimandé, vers 1795
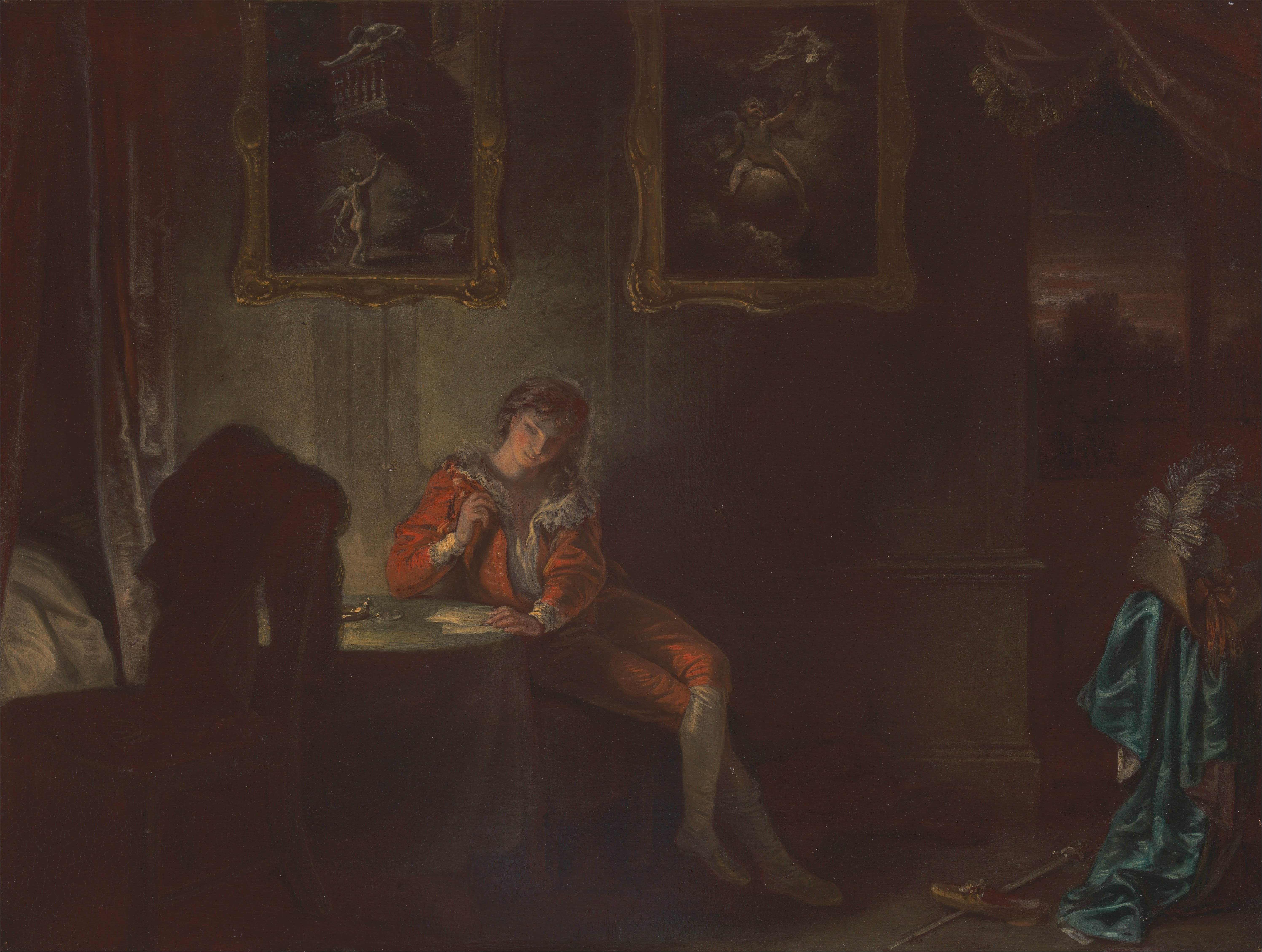
De la série Les sept âges de l’homme, L’Amant, tiré de Comme il vous plaira, entre 1798 et 1801
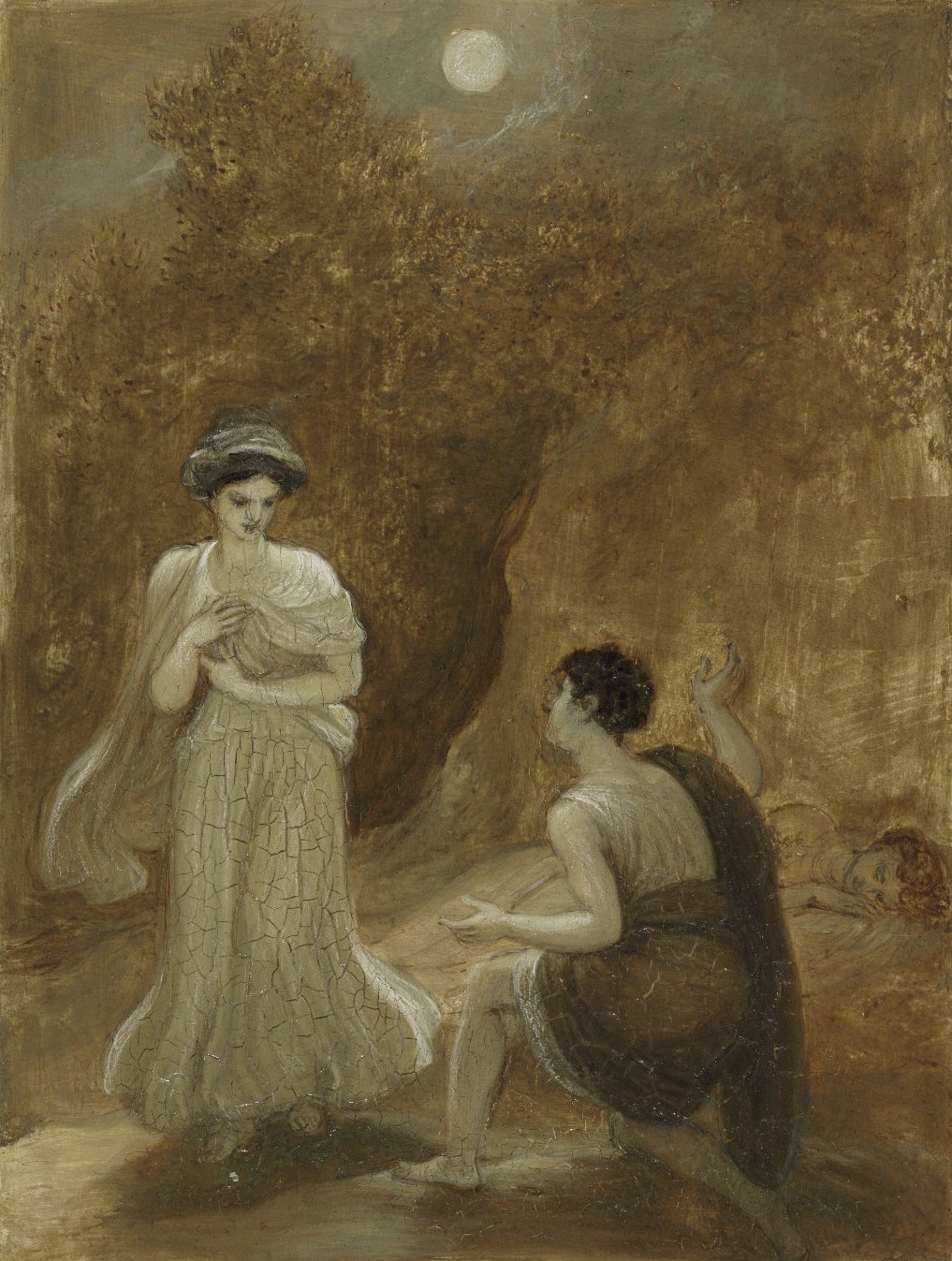
Lysandre déclarant sa passion à Hélène, vers 1820–1825